# Dohrniphora ecitophila
Dohrniphora ecitophila är en tvåvingeart som beskrevs av Borgmeier 1960. Dohrniphora ecitophila ingår i släktet Dohrniphora och familjen puckelflugor. Inga underarter finns listade i Catalogue of Life.